# Al Pacino
Alfredo James "Al" Pacino (New York, 25 april 1940) is een Amerikaans toneel- en filmacteur. Pacino is vooral bekend van zijn rollen als Michael Corleone uit The Godfather-trilogie en als de Cubaanse drugsbaron Tony Montana uit Scarface. Hij werd negen keer genomineerd voor een Academy Award en won deze één keer, voor Scent of a Woman (1992).

## Biografie
Al Pacino werd geboren in de wijk East Harlem in het New Yorkse stadsdeel Manhattan, als de zoon van Salvatore Pacino en Rose Gerard. Pacino's ouders waren beiden van Italiaanse afkomst. Zij scheidden toen hij twee jaar oud was. Pacino en zijn moeder trokken daarna in bij zijn grootouders, die in The Bronx woonden.
Hij begon met roken en drinken toen hij 9 was, begon aan cannabis toen hij 13 was, maar heeft nooit harddrugs gebruikt. Zijn twee beste vrienden zijn doodgegaan aan drugs op de leeftijd van 19 en 30.
De interesse voor films kwam al op jonge leeftijd. Pacino deed niets liever dan stemmen van filmacteurs imiteren en de verhalen uit de films na te bootsen voor zijn grootouders. Op school werd hij aangespoord om zijn talent bij te schaven door aan schooltoneel mee te doen.
Pacino is nooit getrouwd geweest. Wel heeft hij vier kinderen: een dochter (1989) met acteerdocente Janny Tarrant, een tweeling (een zoon en een dochter, 2001) met actrice Beverly D'Angelo en een zoon (2023) met filmproducent Noor Alfallah.

## Carrière
Hij besloot om naar de High School of Performing Arts in Manhattan te gaan. Omdat er ook gewone vakken werden gegeven, waar hij weinig belangstelling voor toonde, besloot hij om op zeventienjarige leeftijd van school te gaan. Een periode van armoede volgde. Hij nam allerhande baantjes aan, zoals portier en conciërge, om toch maar een beetje geld te verdienen. Uiteindelijk had hij voldoende bij elkaar gespaard om acteerlessen te volgen bij de acteerschool van Herbert Berghof, en begon hij te spelen in kleine theaterproducties. In 1966 werd Pacino toegelaten tot de legendarische Actors Studio van Lee Strasberg, waar hij onderwezen werd in method acting.
Aan het einde van de jaren zestig was zijn naam gevestigd, onder andere door het winnen van een Obie Award voor beste acteur in het off-Broadway drama The Indian Wants the Bronx (1967) en een Tony voor beste mannelijke bijrol in het Broadwaystuk Does the Tiger Wear a Necktie?.
Daarna stortte Pacino zich op de filmwereld. In 1969 maakte hij zijn filmdebuut in een kleine rol in de flop Me, Nathalie. Na een heroïneverslaafde te hebben gespeeld in The Panic in Needle Park (1971) kreeg hij de rol van Michael Corleone aangeboden door Francis Ford Coppola in de gangsterfilm The Godfather, tegen de wensen van de productiemaatschappij in, die een bekende ster voor de rol wilde. Het betekende Pacino's grote doorbraak. Hij werd voor deze rol genomineerd voor de Academy Award voor Beste Mannelijke Bijrol. Verscheidene rollen zouden volgen.
Na The Godfather was hij in de daaropvolgende jaren onder andere te zien in succesvolle films als het politiedrama Serpico (1973), The Godfather Part II (1974), het tweede deel uit de trilogie, en in het op een waargebeurd verhaal gebaseerde Dog Day Afternoon (1975), waarin hij een bankovervaller speelde die de geslachtsverandering van zijn partner wilde bekostigen met het gestolen geld. Hij werd voor alle drie de films genomineerd voor Academy Awards, maar won ze niet.
Nadat de autoracefilm Bobby Deerfield uit 1977 een grote flop bleek te zijn, keerde Pacino terug naar Broadway, waar hij de titelrol speelde in The Basic Training of Pavlo Hummel, waarvoor hij zijn tweede Tony won. Terug in Hollywood speelde hij in de advocatenfilm ...And Justice for All., waarvoor hij ondanks slechte recensies een vijfde Oscarnominatie kreeg.
De jaren tachtig begonnen slecht voor Pacino. De eerste films waarin hij speelde, William Friedkins Cruising (1980) en de komedie Author! Author! (1982), werden slecht ontvangen bij critici en wisten geen publiek te trekken. Ook Scarface, de extreem gewelddadige gangsterfilm van Brian De Palma, werd in eerste instantie slecht ontvangen bij critici, maar was een redelijk succes in de bioscopen en wist later een cultstatus op te bouwen. Voor zijn rol als de Cubaanse drugsbaron Tony Montana kreeg Pacino een Golden Globenominatie.
Pacino was van 1984 tot 1986 samen met Ellen Burstyn artistiek regisseur van de Actors Studio. Na Scarface speelde hij in de grote flop Revolution. Dit historische epos over de Amerikaanse Onafhankelijkheidsoorlog kende een zeer moeizaam productieproces, geteisterd door ziekten, slecht weer en constante veranderingen in het script, en het resultaat werd zeer slecht ontvangen bij critici, die vernietigende recensies schreven. De kostbare film bracht nog geen $1 miljoen op in de bioscoop. Hierna zou Pacino vier jaar lang niet meer in films te zien zijn.
Pacino keerde weer terug naar het theater, waar hij in verscheidene stukken zou spelen. Ook regisseerde hij in 1989 een korte film, The Local Stigmatic, die echter nog niet aan het grote publiek is vertoond. In 1989 keerde hij terug naar de film met de thriller Sea of Love (1989), die een hit werd en Pacino's filmcarrière nieuw leven inblies. Voor zijn komische rol als gangster Big Boy Caprice in Dick Tracy (1990) kreeg hij een zesde Oscarnominatie. Verborgen onder een laag make-up was hij haast onherkenbaar. Hij keerde datzelfde jaar terug naar de rol die van hem een ster had gemaakt in The Godfather Part III, het derde en laatste deel uit de The Godfather-trilogie. Een jaar later speelde hij in het romantische Frankie and Johnny, dat eveneens een hit werd.
In 1992 speelde Pacino de rol van de blinde luitenant-kolonel Frank Slade in Scent of a Woman. Voor die rol won hij in 1993 uiteindelijk de Academy Award voor Beste Acteur. Datzelfde jaar was hij genomineerd voor de Academy Award voor Beste Mannelijke Bijrol in Glengarry Glenn Ross. In 1993 werd hij eveneens herenigd met De Palma in Carlito's Way. In 1995 speelde hij in Heat van Michael Mann, waarin hij voor het eerst samen met collega-acteur Robert De Niro het scherm deelde, want hoewel beide acteurs in The Godfather Part II speelden, deelden ze geen scènes, omdat De Niro's scènes zich in een andere tijd afspeelden. De samenwerking tussen de twee acteurs trok veel aandacht, aangezien beide acteurs in hoog aanzien staan, van dezelfde generatie zijn en vaak met elkaar worden vergeleken.
In 1996 was Pacino te zien in het door hemzelf geregisseerde Looking for Richard, een documentaire waarin Pacino onderzoek doet naar William Shakespeares Richard III, bijgestaan door verscheidene acteurs en Shakespearekenners. In 2000 verscheen er een derde, door hem geregisseerde film, Chinese Coffee, die enkel op een aantal filmfestivals te zien was en (nog) niet in bioscopen of op dvd is verschenen.
In 2002 verscheen hij in het off-Broadway-stuk Der aufhaltsame Aufstieg des Arturo Ui van Bertolt Brecht. De ticketprijs was de hoogste in de geschiedenis van off-Broadway, $115. Na een afwezigheid van twee jaar keerde hij in 2002 en 2003 terug met een viertal films, S1m0ne, Insomnia, People I Know (alle drie uit 2002) en The Recruit (2003). Van deze vier was vooral Insomnia een succes. De film, een remake door Christopher Nolan van een Noorse thriller over een rechercheur die een moord onderzoekt in het deel van Alaska waar 's zomers de zon niet ondergaat, was zowel bij critici als bij het publiek een succes. In 2003 was hij tevens te zien in de miniserie Angels in America. In 2004 speelde hij de slechte Shylock in de Shakespeareverfilming The Merchant of Venice.
In 2007 was Pacino onder andere te zien zijn in Steven Soderberghs Ocean's Thirteen, naast acteurs als George Clooney, Brad Pitt, Andy García en Matt Damon. Zijn meest recente films zijn de misdaadkomedie Stand Up Guys (2012) met Christopher Walken, de biografische televisiefilm genaamd Phil Spector (2013) waar hij de rol speelt van de Amerikaanse muziekproducent Phil Spector, de dramafilm Salomé (2013) waarin hij de rol vertolkt van Herodes de Grote en de door Martin Scorsese geregisseerde Netflix-film The Irishman (2019), waarin hij voor het eerst sinds Righteous Kill weer het scherm deelde met Robert De Niro.

## Prijzen en nominaties
- Tony Awards
  - 1969 - Beste Acteur in een Toneelstuk - Does a Tiger Wear a Necktie? (gewonnen)
  - 1977 - Beste Acteur in een Toneelstuk - The Basic Training of Pavlo Hummel (gewonnen)
- Academy Awards
  - 1973 - Beste Mannelijke Bijrol - The Godfather (genomineerd)
  - 1974 - Beste Acteur - Serpico (genomineerd)
  - 1975 - Beste Acteur - The Godfather Part II (genomineerd)
  - 1976 - Beste Acteur - Dog Day Afternoon (genomineerd)
  - 1980 - Beste Acteur - ...And Justice for All (genomineerd)
  - 1991 - Beste Mannelijke Bijrol - Dick Tracy (genomineerd)
  - 1993 - Beste Acteur - Scent of a Woman (gewonnen)
  - 1993 - Beste Mannelijke Bijrol - Glengarry Glen Ross (genomineerd)
  - 2020 - Beste Mannelijke Bijrol - The Irishman (genomineerd)
- BAFTA's
  - 1973 - Beste Nieuwkomer - The Godfather (genomineerd)
  - 1974 - Beste Acteur - Serpico (genomineerd)
  - 1976 - Beste Acteur - Dog Day Afternoon (gewonnen)
  - 1975 - Beste Acteur - The Godfather Part II (gewonnen)
  - 1991 - Beste Mannelijke Bijrol - Dick Tracy (genomineerd)
- Golden Globes
  - 1973 - Beste Filmacteur, Drama - The Godfather (genomineerd)
  - 1974 - Beste Filmacteur, Drama - Serpico (gewonnen)
  - 1975 - Beste Filmacteur, Drama - The Godfather Part II(genomineerd)
  - 1976 - Beste Filmacteur, Drama - Dog Day Afternoon (genomineerd)
  - 1978 - Beste Filmacteur, Drama - Bobby Deerfield (genomineerd)
  - 1980 - Beste Filmacteur, Drama - ...And Justice for All. (genomineerd)
  - 1983 - Beste Filmacteur, Komedie/Musical - Author! Author! (genomineerd)
  - 1984 - Beste Filmacteur, Drama - Scarface (genomineerd)
  - 1990 - Beste Filmacteur, Drama - Sea of Love (genomineerd)
  - 1991 - Beste Filmacteur, Drama - The Godfather Part III (genomineerd)
  - 1991 - Beste Mannelijke Bijrol in een Film - Dick Tracy (genomineerd)
  - 1993 - Beste Filmacteur, Drama - Scent of a Woman (gewonnen)
  - 1993 - Beste Mannelijke Bijrol in een Film - Glengarry Glen Ross (genomineerd)
  - 2001 - Cecil B. DeMille Award (gewonnen)
  - 2004 - Beste Acteur in een Miniserie of een Televisiefilm - "Angels in America" (gewonnen)
- Golden Raspberry Awards
  - 1986 - Slechtste Acteur - Revolution (genomineerd)
  - 2004 - Slechtste Mannelijke Bijrol - Gigli (genomineerd)
  - 2009 - Slechtste Acteur - 88 minutes en Righteous Kill (genomineerd)
  - 2012 - Slechtste filmkoppel - Jack & Jill (gewonnen)
- Premi David di Donatello
  - 1973 Beste buitenlandse Acteur The Godfather (gewonnen)
  - 1974 Beste buitenlandse Acteur Serpico (gewonnen)
  - 1994 Beste buitenlandse Acteur Carlito's Way (genomineerd)
- Filmfestival van Venetië
  - 1994 - Gouden Leeuw voor de Gehele Carrière (gewonnen)
- MTV Movie Awards
  - 1998 - Beste Slechterik - The Devil's Advocate (genomineerd)
- Emmy Awards
  - 2004 - Beste Acteur in een Miniserie of een Televisiefilm - "Angels in America" (gewonnen)
  - 2010 - Beste Acteur in een Miniserie of een Televisiefilm - "You Don't Know Jack" (gewonnen)
  - 2013 - Beste Acteur in een Miniserie of een Televisiefilm - "Phil Spector" (genomineerd)
- American Film Institute
  - 2007 - Life Achievement Award
- Goldene Kamera
  - 2013 - Life Achievement Award